# Мілтон (Онтаріо)
 Мілтон (англ. Milton) — містечко в провінції Онтаріо у Канаді в регіоні Гальтон 40 км на захід до Міста Торонто. Містечко налічує 53 939 мешканців (2006). Містечко — частина промислового району, прозваного «Золотою підковою» (англ. Golden Horseshoe).

## Особливості
- «Золота підкова» — (англ. Golden Horseshoe)